# Ланча Омикрон
Ланча Омикрон е автобус произвеждан от италианската фирма Ланча. С Ланча Омикрон започва нова ера както в европейското така и в световното автобусостроене. Идеята и проектът на машината са осъществени в периода 1925 – 1926, а първата машина е произведена през 1927.

## История
Върху шаси на предходните машини от серията Джота Винченцо Ланча и екипът му работят върху нов проект. Ланча навлиза в нова сфера – тази на автобусостроенето. Още с първия си модел, марката полага основи на добро и реномирано име в тази ниша на автомобилостроенето. Първите серии от едноетажни автобуси обслужват градските линии на италианската столица Рим. Машините са около 200 на брой. Двигателите им са с мощност от 92 и 96 конски сили. Каросерията на возилата е дело на Макки и Карминати. По-късно в далеч по-малки серии подобни автобуси са обслужвали линиите и в други италиански градове. По-късно няколко такива автобуса обслужват линията Рим-Тиволи. През 1928 г. е произведен двуетажен Омикрон, а по-късно същата година е произведен и двуетажен автобус, с допълнителна надстройка в задната част.